# Windpocken
Die Windpocken oder Varizellen (veraltet auch Varicellen) sind eine durch Tröpfcheninfektion übertragbare Infektionskrankheit, die durch das Varizella-Zoster-Virus ausgelöst wird. Andere Bezeichnungen für Windpocken sind Wasserpocken, Spitzblattern, Spitze Blattern, Wilde Blattern, vor allem in Österreich Feuchtblattern, Schafplattern bzw. Schafblattern. Der Name Windpocken beruht auf der Übertragung dieser Krankheit durch den „Wind“ (die Viren werden auch über einige Meter in der Luft übertragen). Die Windpocken sind zu unterscheiden von den Pocken (Variola), einer gefährlichen Infektionskrankheit, die von Viren der Gattung Orthopoxvirus verursacht wird.
Die Windpocken betreffen überwiegend Kinder im Vorschulalter und führen bei der Mehrzahl der Infizierten anschließend zu einer lebenslangen Immunität, weshalb man sie auch zu den Kinderkrankheiten zählt. Symptome sind im Wesentlichen Fieber und ein charakteristischer, juckender Hautausschlag mit wasserklaren Bläschen. Es können Komplikationen in Form von Kleinhirn- oder Hirnentzündungen, einer Lungenentzündung oder bakteriellen Superinfektionen der Haut auftreten.
Da es sich um eine Virusinfektion handelt, ist die Behandlung in der Regel symptomatisch. In besonderen Fällen – beispielsweise bei immunsupprimierten Patienten – kann ein Virostatikum eingesetzt werden. Nachdem die Krankheitszeichen abgeklungen sind, verbleiben Varizella-Viren in den Spinal- oder Hirnnervenganglien und können von hier aus in Form einer Gürtelrose (Herpes Zoster) wieder reaktiviert werden.
Zur Prophylaxe gibt es eine Impfung, die seit Juli 2004 in Deutschland allgemein empfohlen ist. Seit August 2006 ist auch ein Mehrfachimpfstoff gegen Masern, Mumps, Röteln und Windpocken verfügbar. Auch eine Postexpositionsprophylaxe mit Passiv-Impfung oder mit Virostatika ist möglich.
Windpocken sind in Deutschland meldepflichtig.

## Häufigkeit
Vor der allgemein empfohlenen Impfung waren Windpocken mit deutschlandweit 750.000 Fällen jährlich und Häufigkeitsgipfel im Kindesalter die häufigste impfpräventable Erkrankung. Mehr als 90 % waren bis zum 14. Lebensjahr infiziert. Ein Herpes Zoster trat gewöhnlich jenseits des 40. Lebensjahres auf. Bei Kindern war Herpes Zoster wesentlich seltener: von 1000 Kindern erkrankte durchschnittlich lediglich eines nach 5 ± 2,5 Jahren an Herpes Zoster.
Eine Krankheitshäufung besteht im Winter und Frühjahr.
In Folge der COVID-19-Pandemie in Deutschland und der damit einhergehenden Hygienemaßnahmen lag die Zahl der in den Kalenderwochen 10 bis 32 registrierten Fälle im Jahr 2020 im Mittel rund 51 Prozent unter den Werten der Vorjahre.

## Erreger

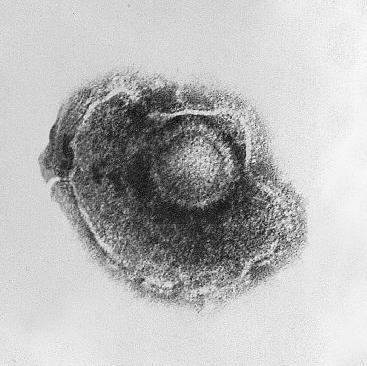
Varizella-Zoster-Virus (TEM-Aufnahme)

Der Erreger der Windpocken ist das Varizella-Zoster-Virus (VZV), das gemäß der Virus-Taxonomie auch als Humanes Herpesvirus 3 (HHV-3) bezeichnet wird. Einziges bekanntes Reservoir ist der Mensch. Dieses Virus ist ein behülltes, doppelsträngiges DNA-Virus (dsDNA) und gehört zur Familie der Herpesviridae, zur Unterfamilie Alphaherpesvirinae und zur Gattung Varicellovirus. Alle Viren dieser Familie umschließen ihre DNA mit einem ikosaedrischen Kapsid, einer aus Dreiecksflächen bestehenden Proteinhülle. Das Varizella-Zoster-Virus ist weltweit verbreitet und wird bereits in der Kindheit übertragen. Exemplarisch stieg bei Kindern in Schweden zwischen 9 und 12 Jahren in den letzten 30 Jahren die Prävalenz von Antikörpern gegen VZV von etwa 50 % Ende der 1960er Jahre bis auf 98 % 1997, was der zunehmend verbreiteten Impfung zugeschrieben wird. Bei der erwachsenen Bevölkerung in Mitteleuropa sind bei etwa 93 bis 96 % Antikörper nachweisbar.
Die vom Erreger verursachte Windpocken-Erkrankung als Erstinfektion des VZV nimmt nur sehr selten einen tödlichen Verlauf; dies kann gelegentlich ohne Vorerkrankung bei Patienten mit intaktem Immunsystem vorkommen, häufiger jedoch bei Immundefizienten und Schwangeren. Dies zeigt auch, dass das VZV sehr stark an den Menschen als seinen einzigen Wirt angepasst ist und es daher als „wirtsspezifisch und teiladaptiert“ eingestuft werden kann. Es verbleibt nach einer Infektion stets lebenslang als DNA-Ring im Nukleoplasma der Nervenzellen der Spinal- oder Hirnnervenganglien.

## Übertragung
Die hoch ansteckenden Viren werden teils über direkten Kontakt mit den Varizellen- oder Zosterbläschen übertragen. Die Tröpfcheninfektion, also direktes Einatmen von Ausatmungströpfchen (Exspirationströpfchen) infizierter Personen, ist ein bis zwei Tage vor Ausbruch des Exanthems möglich. Es ist möglich, dass das Varizella-Zoster-Virus mit der Luft übertragen wird („Wind“pocken). Da die Erreger an der Luft einige Meter weit „fliegen“ und überlebensfähig sind, ist eine Ansteckung über die Luft auch bei nicht direktem Kontakt möglich. Eine Übertragung durch herumliegende Kleidung oder Spielzeug ist in der Regel nicht zu befürchten. Eine Exposition ist sicher immer dann anzunehmen, wenn bei immunkompetenten Personen der Kontakt länger als eine Stunde gedauert hat, bei abwehrgeschwächten Personen ist von einer Mindestzeit von zehn Minuten auszugehen.
Nach einer Virusexposition infizieren sich über 90 von 100 empfänglichen (zuvor seronegativen) Personen mit diesem Virus und erkranken auch anschließend, die Windpocken treten bei ihnen sichtbar auf.
Windpocken sind bereits zwei Tage vor Auftreten des Hautausschlags ansteckend und bleiben dies fünf bis zehn Tage nach Bildung der ersten Bläschen bzw. bis das letzte Bläschen verkrustet ist. Die Meinung, dass die Ansteckungsfähigkeit bis zum Abfallen der letzten Kruste vorhanden sei, gilt als überholt. In dieser Zeit sollte die erkrankte Person nicht in Kontakt mit anderen kommen, vor allem nicht mit Risikopersonen wie Immuninkompetenten (Cortisonbehandlung, AIDS, Krebskranke, Neurodermitiskranke, ältere Menschen) oder auch Frauen, die sich in der 8. bis 21. Schwangerschaftswoche befinden, da bei den letztgenannten eine Gefährdung des ungeborenen Kindes und auch der Mutter gegeben ist. Eine Windpockenerkrankung der Mutter zwischen sieben Tagen vor und drei Tagen nach der Entbindung kann für sie tödlich verlaufen. (Siehe auch Windpocken in der Schwangerschaft)
Ein Nestschutz bei Neugeborenen und Säuglingen immuner Mütter durch übertragene IgG-Antikörper besteht sicher drei Monate, danach nimmt die Empfänglichkeit bei den Kindern zu, ab dem sechsten Lebensmonat besteht kein Nestschutz mehr, ab dem neunten Monat kann eine Impfung durchgeführt werden.

## Krankheitsentstehung
Frühere pathogenetische Konzepte mussten sich aufgrund der strengen Wirtsspezifität von VZV auf klinische Beobachtungen und Untersuchungen des Mäusepockenvirus als Tiermodell stützen. Es wurde angenommen, nach Eindringen über die Schleimhaut der oberen Luftwege erfolge zunächst eine erste Virusreplikation im lymphatischen Gewebe des Rachenraumes mit einer anschließenden monozytären Virämie. Erst nach einer zweiten Replikationsphase in den retikuloendothelialen Organen (Leber, Milz) gelangten die Erreger mit einer sekundären Virämie in die Haut. Die Infektion der sensiblen Nervenzellen, in deren Ganglien die Viren anschließend lebenslang überdauern, erfolge entweder von den Hautläsionen aus oder auch über den Blutweg. Durch dieses Konzept war die lange Inkubationszeit gut erklärt. Mittlerweile gibt es Untersuchungen an Mäusen mit schwerem Immundefekt, denen menschliche T-Zellen, Haut- und Nervengewebe transplantiert wurden. Die Ergebnisse legen nahe, dass die Viren direkt nach der ersten Replikation in regionalen Lymphknoten des Rachens T-Zell-gebunden über die Blutbahn in die Haut gelangen. Die lange Zeit zwischen Infektion und Ausbruch des Hautausschlags wird damit erklärt, dass VZV zunächst bisher unbekannte angeborene, sehr wirksame Abwehrmechanismen überwinden müssen. Dazu gehört eine direkt in den Zellen der Oberhaut verankerte α-Interferon-Produktion.

## Klinische Erscheinungen

### Windpocken bei Kindern

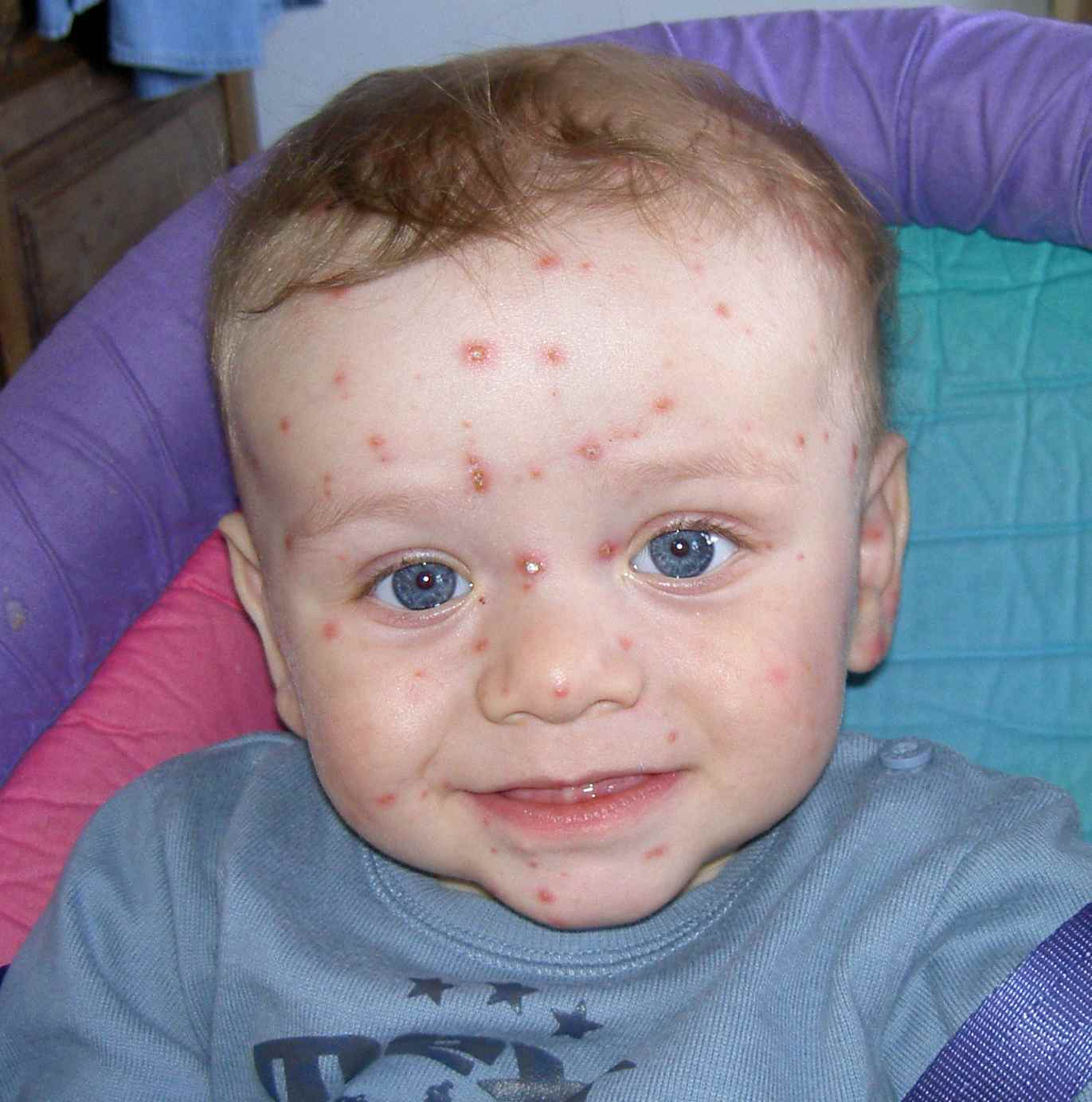
Kleinkind mit Windpocken

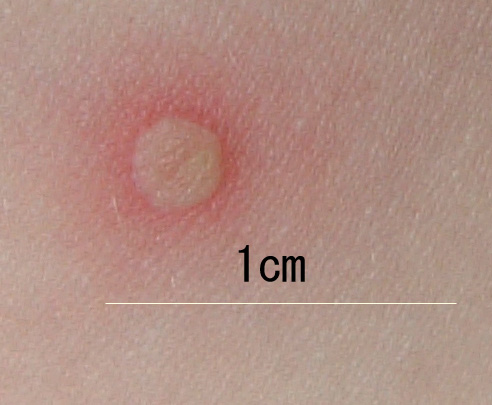
Bläschen

Typisches Verteilungsmuster des Hautausschlags bei Windpocken im Vergleich zu den echten Pocken. Bei den Windpocken ist der Hautausschlag mehr stammbetont.

Nach einer Inkubationszeit von in der Regel 14 bis 16 Tagen, seltener auch nach 8 bis 21 Tagen kann es zum Auftreten von leichtem und kurzanhaltendem Fieber sowie Kopf- und Gliederschmerzen kommen. Tags darauf bilden sich im Bereich des Rumpfes und Gesichtes, typischerweise aber auch des behaarten Kopfes, erst später an den Gliedmaßen bis zu linsengroße, manchmal juckende rote Flecken, aus denen später Knötchen entstehen, in deren Zentrum sich innerhalb von Stunden bis maximal Tagen reiskorngroße Bläschen bilden. Diese sind häufig gedellt. Seltener können auch die Schleimhäute im Bereich des Mundes (hier vor allem am Gaumen als gelblich belegte Erosionen sichtbar), der Nase, der Augen, sowie die Haut der Genitalien und des Afters betroffen sein. Die Bläschen platzen schließlich, und es bildet sich eine hellbraune Kruste. Da die Läsionen nicht gleichzeitig entstehen, findet sich zu einem gegebenen Zeitpunkt eine vielgestaltige Ausprägung der Hauterscheinungen, so dass oft von einem Bild ähnlich einem „Sternenhimmel“ gesprochen wird, das eine Blickdiagnose ermöglicht.
Der Krankheitsverlauf ist meist gutartig und dauert in der Regel drei bis fünf Tage an. Die Krusten fallen ohne Narbenbildung ab, sofern das Kind nicht kratzt und die Hautläsionen auf die Oberhaut begrenzt bleiben.
Gewöhnlich kann der Mensch Windpocken nur einmal im Leben bekommen, er ist also, nachdem er die Krankheit einmal durchgemacht hat, immun. Es gibt jedoch Ausnahmen, nämlich dann, wenn das erste Auftreten der Windpocken sehr leicht und sehr früh in der Kindheit stattfand und sich somit nicht genügend Antikörper bilden konnten.

### Windpocken bei Erwachsenen

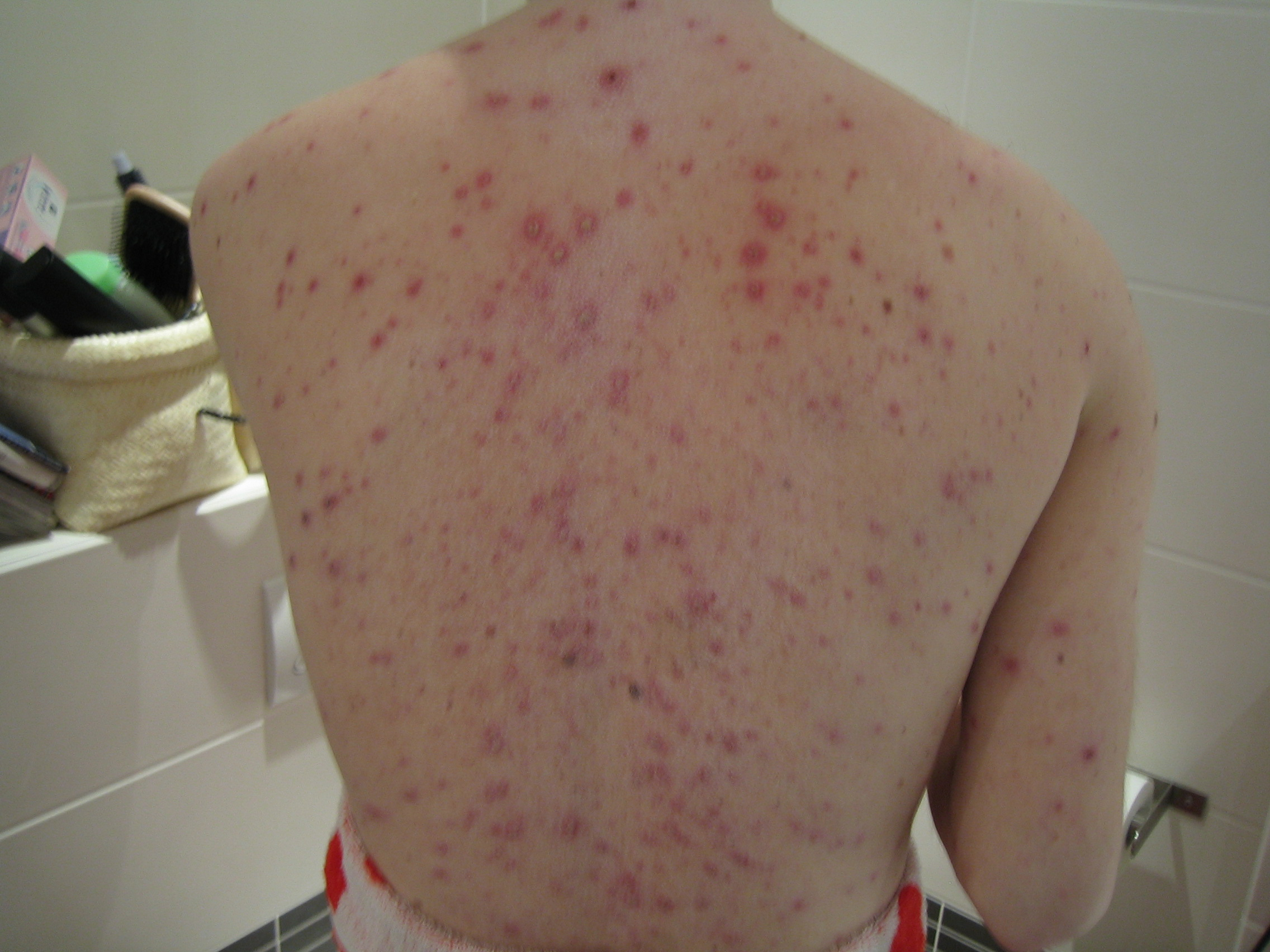
Mann mit Windpocken

Erstinfektion mit dem Varizella-Zoster-Virus im Erwachsenenalter (Varicellae adultorum, die ‚Windpocken der Erwachsenen‘) sind aufgrund der hohen Durchseuchung eher selten und nehmen meist einen schwereren Krankheitsverlauf als bei Kindern. Es sind Komplikationen mit Meningoenzephalitis, Lungen- (Pneumonie) und Leberentzündung (Hepatitis) möglich. So zeigen sich bei Erwachsenen meist deutlich mehr Effloreszenzen. Der gesamte Rumpf, der behaarte Kopf, das Gesicht, Beine, Arme und die Genitalien können befallen sein. Rund eine Woche lang treten immer wieder neue Pocken auf, bei manchen Erwachsenen bis zu vier Wochen. Sie erscheinen zuerst als rote Punkte, die sich dann mit Flüssigkeit füllen, dann eitern und entweder direkt verkrusten oder zuvor aufplatzen. Das Fieber kann auf über 40 Grad ansteigen und tritt meist schon vor den ersten roten Punkten gemeinsam mit allgemeinem Krankheitsgefühl auf.
Bei Erwachsenen muss besonders auf Komplikationen geachtet werden, da hier Gehirnhautentzündung (Meningitis), Lungenentzündung oder Magen-Darm-Komplikationen auftreten können. Zur Abklärung einer Hirnhautentzündung sollte überprüft werden, ob das Kinn schmerzfrei auf die Brust gesenkt werden kann (Prüfung auf Meningismus). Treten Atembeschwerden oder Auswurf aus der Lunge auf, muss sofort eine Röntgenaufnahme des Brustkorbes zum Ausschluss einer Lungenentzündung gemacht werden. Starke Bauchschmerzen und ein geblähter Bauch weisen auf Komplikationen im Magen-Darm-Trakt hin.
Um eine Immunisierung im Kindesalter zu erreichen, werden u. a. in den USA und dem Vereinigten Königreich von Impfgegnern so genannte pox parties (Pocken-Partys) abgehalten, um bei Kindern gezielt Infektionen mit Windpocken herbeizuführen (siehe auch: → Masernparty).

### Komplikationen
Bei ca. 5,7 % der Windpockenerkrankungen ergeben sich mehr oder minder schwere Komplikationen. Aufgrund der bestehenden Impfprogramme ist die Hospitalisierungsrate dagegen mittlerweile niedrig: nur 2,5 bis 7 von 100.000 Einwohnern müssen in Deutschland jährlich wegen Varizellen in ein Krankenhaus aufgenommen werden.
Die häufigsten Komplikationen sind bakterielle Superinfektionen meist durch Staphylokokken, wie eine Lungenentzündung (bei Erwachsenen 0,2 bis 0,3 %), eine kleinhirnbedingte Koordinationsstörung (Ataxie) oder eine bakterielle körperweite Infektion (Sepsis) ausgehend von der Haut (bei Kindern 2–3/10.000). Weitere schwere Komplikationen sind das Reye-Syndrom, eine Enzephalitis oder Meningitis – also eine Entzündung des Gehirns oder der Hirnhäute – sowie eine Leberentzündung (Hepatitis) oder Gelenksbeschwerden. Eine weitere seltene Windpocken-bedingte Komplikation betrifft die Veränderung von Blutgefäßen (Angiopathie), welche zu Schlaganfällen führen können.
In einer Schweizer Untersuchung wurde eine Sterblichkeit von 1 auf 100.000 Erkrankungsfälle bei nicht geimpften Personen gefunden.

### Windpocken in der Schwangerschaft
Da nur etwa drei bis vier Prozent aller Frauen im gebärfähigen Alter keine Antikörper gegen Varizella-Zoster-Virus aufweisen und somit empfänglich für die Erkrankung sind, treten Windpocken in der Schwangerschaft mit etwa ein bis sieben Fällen je 10.000 Schwangerschaften insgesamt selten auf. Aufgrund der möglichen schwerwiegenden Folgen sowohl für die Schwangere als auch das ungeborene Kind verdienen sie eine besondere Betrachtung. Dagegen stellt eine Gürtelrose während der Schwangerschaft kein erhöhtes Risiko für Mutter oder Kind dar, da einerseits keine Streuung der Viren über das Blut erfolgt und die Mutter andererseits Antikörper gegen die Erreger produziert, die auf das Ungeborene übertragen werden und es vor einer Infektion schützen.

#### Windpocken bei der Schwangeren
Eine erfolgreiche Schwangerschaft erfordert Veränderungen des Abwehrsystems, damit es den genetisch von der Mutter verschiedenen Fetus toleriert. Obwohl nur wenig über diese Anpassungsvorgänge des Immunsystems bekannt ist, gilt es als anerkannte Tatsache, dass während einer Schwangerschaft sowohl eine erhöhte Infektanfälligkeit besteht als auch erschwerte Verläufe von Infektionskrankheiten beobachtet werden. Windpockenerkrankungen führen bei Schwangeren etwa zehnmal häufiger zu einer Lungenentzündung als Komplikation als bei Nichtschwangeren. Gleichzeitig steigt die Sterblichkeit an einer solchen Varizellen-Pneumonie auf das etwa Dreifache von etwa 11 auf 35 %.

#### Fetales Varizellen-Syndrom
Eine Übertragung der Windpockenerreger von der erkrankten Mutter auf das Kind kann über den Mutterkuchen (diaplazentar) während der gesamten Schwangerschaft erfolgen. Die Art der Schädigung hängt dabei vom Zeitpunkt ab und reicht von der symptomlosen Infektion bis zur Fehlgeburt. Da nur in etwa einem Viertel der Windpockenerkrankungen in einer Schwangerschaft mit einer Übertragung gerechnet werden muss und von diesen wiederum nur ein Bruchteil von einem fetalen Varizellen-Syndrom betroffen sind, wird eine Embryo- oder Fetopathie lediglich mit einer Häufigkeit von etwa 1–2 % aller Windpockenerkrankungen in der Schwangerschaft gefunden. Eine Übersichtsarbeit listet insgesamt 112 Fälle seit der Erstbeschreibung 1947 auf. Als häufigstes Symptom werden Hautdefekte, die sich einem sogenannten Dermatom zuordnen lassen, in etwa drei Vierteln der Fälle, gefolgt von Schädigungen des Nervensystems (Gewebsschwund von Gehirn oder Rückenmark, Lähmungen, Krampfanfälle und andere) in knapp zwei Dritteln der betroffenen Kinder beobachtet. Etwa jeweils jedes zweite Neugeborene weist darüber hinaus Augenerkrankungen oder Fehlbildungen des Skelettsystems auf. Schädigungen innerer Organe oder der Muskulatur kommen vergleichsweise seltener vor. 25–30 % der Kinder versterben. Fast 80 % aller fetalen Varizellen-Syndrome traten nach mütterlicher Erkrankung zwischen der neunten und zwanzigsten Schwangerschaftswoche auf, wobei schon ab der 5. und bis zur 24. Schwangerschaftswoche ein grundsätzliches Risiko für diese Komplikation besteht.

#### Konnatale Varizellen
Vom fetalen Varizellen-Syndrom abzugrenzen ist eine Windpocken-Erkrankung des Neugeborenen, die kurz vor der Entbindung noch im Mutterleib über den Mutterkuchen übertragen wurde und nach der Geburt bis zum zwölften Lebenstag zur Erkrankung führt. Gefährdet sind Kinder, deren Mutter fünf Tage vor bis zwei Tage nach Entbindung erkennbar an Windpocken erkranken. Außerhalb dieses Zeitraums hat die Mutter schon so viele schützende Antikörper produziert und dem Neugeborenen mitgegeben, dass dieses nicht so schwerwiegend erkrankt. Entsprechend dem riskanten Zeitraum der mütterlichen Infektion haben besonders diejenigen Neugeborenen ein hohes Risiko für einen schwerwiegenden Verlauf ihrer Windpocken-Erkrankung, bei denen der Ausschlag zwischen dem sechsten und elften Lebenstag auftritt. In dieser Gruppe beträgt die Sterblichkeit ohne antivirale Therapie fast ein Viertel.

### Gürtelrose als Zweiterkrankung

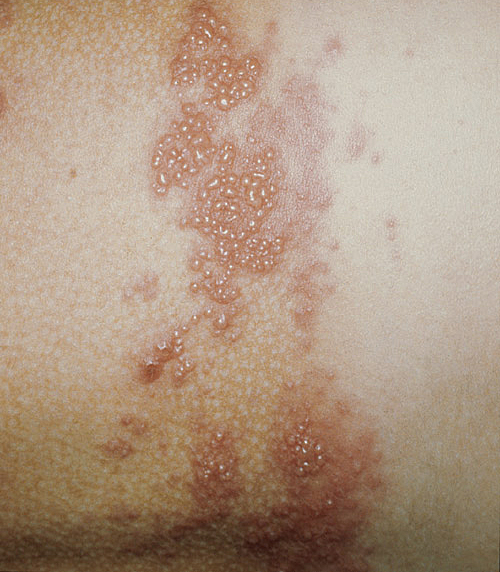
Gürtelrose (Herpes zoster)

Etwa 20 % der Menschen, die eine Infektion mit Windpockenviren durchgemacht haben, erkranken in ihrem weiteren Leben mindestens einmal an einer Gürtelrose (Herpes Zoster).
Die Ursache bilden nach der Erkrankung im Körper verbliebene Varicella-Zoster-Viren, die entlang sensibler Nervenfasern in die Spinalganglien wandern und dort latent verbleiben. Bei einem geschwächten Immunsystem, auch bedingt durch Stress, können nun diese Viren reaktiviert werden und eine Gürtelrose im Verbreitungsgebiet der betroffenen Nerven verursachen.
Patienten mit Gürtelrose können Windpocken übertragen.

## Therapie
Die Behandlung der Windpocken beschränkt sich meist auf symptomatische Maßnahmen. Dazu gehört die Linderung eines bestehenden Juckreizes, indem kühle und feuchte Kompressen aufgelegt oder adstringierende Emulsionen aufgetragen werden. Die Fingernägel des Kindes können geschnitten werden, um die Gefahr der Entwicklung einer bakteriellen Superinfektion zu minimieren. Ein bestehendes Fieber darf mit Paracetamol oder Ibuprofen behandelt werden. Acetylsalicylsäure ist wegen der möglichen Auslösung eines Reye-Syndroms bei Kindern kontraindiziert.
Aciclovir oder Vidarabin können als virushemmende, ursächliche Therapie die Symptome bei Kindern, die älter als zwei Jahre sind, minimieren helfen, sofern sie innerhalb 24 Stunden eingenommen werden. Bei einer bestehenden Immunschwäche ist eines dieser Medikamente immer angezeigt. In Studien konnte eine gegenüber Aciclovir 100-fach erhöhte Wirksamkeit des Wirkstoffs Brivudin nachgewiesen werden, das daher in kleineren Dosen und nur einmal täglich gegeben werden kann.

## Vorbeugung

### Expositionsprophylaxe
In der häuslichen Umgebung sind keine besonderen Maßnahmen für Patienten und Kontaktpersonen nötig. Lediglich Risikopersonen sollen den Kontakt zu Erkrankten meiden. Im Krankenhaus ist hingegen eine strenge Isolierung von Patienten mit Windpocken einzuhalten. Außerdem dürfen an Varizellen Erkrankte keine Tätigkeiten in Gemeinschaftseinrichtungen ausführen (§ 34 (1) Infektionsschutzgesetz), bei denen sie in Kontakt mit den betreuten Personen kommen.

### Postexpositionsprophylaxe
Nach einer Ansteckung mit Windpocken kann eine vorbeugende Behandlung (Postexpositionsprophylaxe) mit einem Antikörper-Präparat, das einen besonders hohen Anteil an spezifischen Antikörpern gegen Varizella-Zoster-Virus enthält (sogenanntes Varizellen-Zoster-Immunglobulin), den Ausbruch der Erkrankung verhindern, wenn es innerhalb der ersten 96 Stunden verabreicht wird. Dies wird für Schwangere ohne Impfung und ohne Windpocken in der Vorgeschichte, abwehrgeschwächte Patienten mit fehlender oder unbekannter Varizellenimmunität und Neugeborene, deren Mütter fünf Tage vor bis zwei Tage nach Entbindung an Windpocken erkranken, empfohlen.

### Impfung
Eine Impfung ist verfügbar und gehört seit Juli 2004 zu den von der STIKO (Ständige Impfkommission) empfohlenen Impfungen.

#### Impfstoff
Der Impfstoff besteht aus abgeschwächten Varizella-Zoster-Viren, die sich im Geimpften vermehren. Die Impfung kann ab einem Alter von neun bzw. zwölf Monaten (je nach Impfstoffhersteller) gegeben werden. Kinder vor dem 13. Geburtstag erhalten eine Injektion. Bei Kindern ab dem 13. Geburtstag, Erwachsenen und Säuglingen, die eine erste Impfung vor Vollendung des zwölften Lebensmonats erhalten haben, ist eine zweite Injektion im Mindestabstand von sechs Wochen notwendig. Bei normaler Immunkompetenz wird ca. drei bis fünf Wochen nach der letzten Injektion eine Immunität erworben. Eine zweifache Impfung erhöht den Impfschutz von 72 auf über 90 %.
Seit August 2006 ist ein Vierfachimpfstoff gegen Masern, Mumps, Röteln und Varizellen (MMRV) in Deutschland zugelassen und allgemein verfügbar. Das Präparat ist für Kinder zwischen 9 Monaten und 12 Jahren zugelassen und muss zweimal geimpft werden.
Die STIKO am RKI empfiehlt seit September 2011 bei der ersten Impfung gegen Varizellen nicht den Vierfachimpfstoff zu verwenden, sondern die Impfung gegen Windpocken getrennt von jener gegen Masern, Mumps, Röteln (MMR) vorzunehmen, weil sich in Vergleichsstudien herausgestellt hat, dass bei der ersten Impfung mit MMRV-Kombinationsimpfstoff 5–12 Tage nach der Impfung vermehrt Fieber auftrat im Vergleich zu der gleichzeitigen Impfung von MMR und Windpocken-Impfstoff an zwei verschiedenen Impforten. Die zweite Impfung gegen MMRV kann dagegen mit einem Kombinationsimpfstoff erfolgen, hier ergaben sich keine Unterschiede bei der Fieberentwicklung.

#### Indikationen zur Impfung
Bei Kindern werden zwei Impfdosen von der STIKO im Alter von 11 und 15 Monaten empfohlen. Eine Kombination mit der MMR-Impfung wird empfohlen, sollte aber optimalerweise bei Kindern unter fünf Jahren wegen eines leicht erhöhten Risikos für Fieberkrämpfe bei der Erstimpfung an verschiedene Körperstellen injiziert werden. Für die zweite Impfung wird auch bei Kindern unter fünf Jahren ein MMRV-Kombinationsimpfstoff empfohlen. Bei älteren Kindern ohne durchgemachter Windpockenerkrankung sollten ebenso zwei Impfungen gegen Varizellen im Abstand von vier bis sechs Wochen verabreicht werden.
Für empfängliche Personen besteht darüber hinaus eine Impfempfehlung für Frauen mit Kinderwunsch, Patienten mit schwerer Neurodermitis. Patienten vor geplanter, die Funktion des Immunsystems unterdrückender (immunsuppressiver) Therapie oder Organtransplantation und Kontaktpersonen dieser Menschen. Für Menschen, welche einen Heilberuf ausüben, beruflichen Umgang mit potentiell ansteckendem Material haben oder in Massenunterkünften für Flüchtlinge tätig sind existiert eine berufliche Indikation.
In Österreich wird eine Varizellen-Impfung seit 2005 für alle ungeimpften 9- bis 17-Jährigen ohne Windpocken-Erkrankung in der Vorgeschichte angeraten.
In der Schweiz ist die Varizella-Zoster-Impfung für alle 11- bis 15-Jährigen ohne Windpocken-Anamnese empfohlen. Eine Nachimpfung wird für alle jungen Erwachsenen unter 40 Jahren, insbesondere bei Frauen mit Kinderwunsch, empfohlen, wenn diese noch keine Windpocken durchgemacht haben.

#### Gegenanzeigen zur Impfung
Wer an einer akuten, behandlungsbedürftigen Krankheit mit Fieber (über 38,5 °C) leidet, sollte nicht geimpft werden. Im Allgemeinen werden auch Personen mit geschwächtem Immunsystem nicht gegen Windpocken geimpft, allerdings sind Ausnahmen unter Umständen möglich und notwendig.
Während einer Schwangerschaft wird in der Regel keine Impfung vorgenommen, da das Impfvirus auf das Kind im Mutterleib übertragen werden könnte. Aus dem gleichen Grund ist für die Dauer von mindestens drei Monaten nach der Impfung eine Schwangerschaft zu vermeiden. Sollte jedoch zufällig eine Schwangere geimpft worden sein, zum Beispiel weil die Schwangerschaft noch nicht festgestellt wurde, besteht kein Anlass zu einem Schwangerschaftsabbruch, weil in solchen Fällen bislang keine Schäden des ungeborenen Kindes nachgewiesen worden sind.

## Geschichte
Lange Zeit wurden die Windpocken als eine Sonderform der Pocken angesehen. Erstmals im 16. Jahrhundert wurden sie von verschiedenen Autoren unter dem Begriff Cristalli oder Verole volante (fliegende Blattern) (vgl. französisch petite vérole volante) von diesen abgegrenzt. Der Ausdruck Windpocken wird unter anderem Daniel Sennert 1632 zugesprochen. Erst der englische Arzt William Heberden grenzte die Windpocken (englisch chickenpox) wieder klar von den Pocken ab, obwohl dies ein Streitpunkt unter Gelehrten bis ins 19. Jahrhundert hinein blieb. Von der zweiten Hälfte des 19. Jahrhunderts an stellten Eduard Heinrich Henoch und Antoine Marfan die Gefahren der Erkrankung genauer dar. Der Hamburger Hautarzt Paul Gerson Unna beschrieb die feingeweblichen (histologischen) Veränderungen der pockenartigen Elemente 1894 exakt. In der ersten Hälfte des 20. Jahrhunderts wurde allmählich der Zusammenhang zwischen den Windpocken und der Gürtelrose erkannt und schließlich 1925 am Menschenexperiment nachgewiesen. Von 1952 an wurde Serum von Rekonvaleszenten zur Behandlung schwerer Verläufe eingesetzt, noch bevor sich 1956 die Erkenntnis durchsetzte, dass insbesondere abwehrgeschwächte Menschen durch die Erkrankung gefährdet sind. 1947 gelang der elektronenmikroskopische Nachweis des verursachenden Virus.

## Meldepflicht und gesetzliche Verbote
In Deutschland sind Windpocken (früher: „Varizellen“) seit dem 23. März 2013 eine meldepflichtige Krankheit nach § 6 Absatz 1 des Infektionsschutzgesetzes (IfSG). Die namentliche Meldepflicht besteht bei Verdacht, Erkrankung und Tod. Nach dem Recht Sachsens  besteht eine namentliche Meldepflicht bezüglich Erkrankung und Tod an fetalem Varizellensyndrom. Nach dem Recht Sachsen-Anhalts ist zudem die Erkrankung an und der Tod durch Varizellen, auch konnatale, namentlich meldepflichtig. Nach dem deutschen Bundesrecht gilt in Gemeinschaftseinrichtungen wie Kindergärten, Schulen, Heimen oder Ferienlagern nach § 34 Absatz 1 IfSG das Verbot des Aufenthaltes und Arbeitens bei Verdacht auf und Erkrankung an Windpocken. Das Verbot in Gemeinschaftseinrichtungen zu arbeiten oder sich aufzuhalten gilt nach § 34 Absatz 3 IfSG sinngemäß auch für Personen in Wohngemeinschaft mit Personen, bei denen laut eines ärztlichen Urteils eine Erkrankung an oder ein Verdacht auf Windpocken besteht. Die Leitung der Gemeinschaftseinrichtung hat, wenn Tatsachen bekannt werden, die das Vorliegen einer eben aufgeführten Tatbestände annehmen lassen, gegenüber dem Gesundheitsamt eine Benachrichtigungspflicht (§ 34 Absatz 6 IfSG).